# Pazhugal
Pazhugal é uma panchayat (vila) no distrito de Kanniyakumari, no estado indiano de Tamil Nadu.

## Demografia
Segundo o censo de 2001,  Pazhugal  tinha uma população de 17,302 habitantes. Os indivíduos do sexo masculino constituem 49% da população e os do sexo feminino 51%. Pazhugal tem uma taxa de literacia de 77%, superior à média nacional de 59.5%: a literacia no sexo masculino é de 79% e no sexo feminino é de 74%. Em Pazhugal, 12% da população está abaixo dos 6 anos de idade.